# Slovenska popevka 1982
Slovenska popevka 1982 je potekala 4. in 5. junija v Linhartovi dvorani Cankarjevega doma pod imenom Dnevi slovenske zabavne glasbe – Ljubljana '82. Prvi večer so izvedli 15 novih popevk (tekmovalni pop-rock večer), čemur so sledili retrospektivni koncert slovenskih skladb v izvedbi tujih gostov, glasovanje in podelitev nagrad. Prihodnji večer pa je bil slavnostni koncert ob 70-letnici Bojana Adamiča, v okviru katerega so ob spremljavi Revijskega orkestra RTV Ljubljana in gostujočih glasbenikov njegove pesmi interpretirali Marjana Deržaj, Majda Sepe, Pepel in kri, Elda Viler, Gabi Novak in Arsen Dedić. Koncertu je sledila revija gostujočih pevcev iz tujine – Kamelia Todorova (Bolgarija), Karen Black (Irska), Erzsébet Deák (Madžarska), Rossella Caprioli (Italija), Liisa Tavi (Finska), Marisa (Malta), Mike Redway (Velika Britanija), Sven Jenssen (Zahodna Nemčija), Roland Neudert (Vzhodna Nemčija), Arsen Dedić (Hrvaška) in skupina Kim (Hrvaška) –, v zaključnem delu pa so razglasili prejemnike plaket za najboljšo izvedbo slovenske pesmi iz prvega večera in izvedli nagrajene pesmi. Spet so uvedli nagrade občinstva, strokovne žirije in mednarodne žirije. Nove pesmi so bile zapete le v slovenskih izvedbah. Prvi večer je vodila Sonja Polanc, drugega pa Janez Vrhovec.

## Tekmovalne skladbe
| #   | Izvajalec      | Naslov pesmi         | Avtor glasbe    | Avtor besedila | Avtor aranžmaja                |
| --- | -------------- | -------------------- | --------------- | -------------- | ------------------------------ |
| 1.  | Marko Bitenc   | Oh, jaz in ti        | Andrej Pompe    | Daniel Levski  | Andrej Pompe                   |
| 2.  | Čudežna polja  | Boogie dama          | Edvin Fliser    | Gorazd Elvič   | Čudežna polja                  |
| 3.  | GO             | Igra se igra         | Miro Tomassini  | Miro Tomassini | GO                             |
| 4.  | Marijan Smode  | Še pomahal ni z roko | Marijan Smode   | Marijan Smode  | Braco Doblekar                 |
| 5.  | Venera         | Disco club           | Karel Novak     | Tomo Jurak     | D. Čekada                      |
| 6.  | Eva Sršen      | Sanje                | Eva Sršen       | Eva Sršen      | Eva Sršen                      |
| 7.  | Vlado Kreslin  | Čakam                | Andrej Pompe    | Daniel Levski  | Andrej Pompe                   |
| 8.  | Prizma         | V petek zvečer       | Franci Čelhar   | Drago Mislej   | Franci Čelhar                  |
| 9.  | Party          | Jutranje slovo       | Tomaž Kozlevčar | Dušan Bižal    | Tomaž Kozlevčar                |
| 10. | Hazard         | Vrtnar               | Tadej Hrušovar  | Tadej Hrušovar | Braco Doblekar, Tadej Hrušovar |
| 11. | Tomaž Domicelj | Preveč je kartotek   | Tomaž Domicelj  | Tomaž Domicelj | Tomaž Domicelj                 |
| 12. | Ultimat        | Moški čaj            | Mirko Bogataj   | Mirko Bogataj  | Mirko Bogataj                  |
| 13. | Miha Kralj     | Robot                | Miha Kralj      | Dušan Bižal    | Miha Kralj                     |
| 14. | Duo Kora       | Na deželi            | Milan Kamnik    | Milan Kamnik   | Andrej Pompe                   |
| 15. | 12. nadstropje | Anka kleptomanka     | Janez Hvale     | Janez Hvale    | Janez Hvale                    |

## Seznam nagrajencev
Nagrade občinstva
- 1. nagrada občinstva: Še pomahal ni z roko Marjana Smodeta (glasba, besedilo in izvedba)
- 2. nagrada občinstva: Jutranje slovo Tomaža Kozlevčarja (glasba) in Dušana Bižala (besedilo) v izvedbi skupine Party
- 3. nagrada občinstva: Vrtnar Tadeja Hrušovarja (glasba in besedilo) v izvedbi skupine Hazard

O nagrajencih občinstva so odločali glasovi obiskovalcev v dvorani in petčlanskih žirij lokalnih radijskih postaj (Celje, Slovenj Gradec, Tržič, Jesenice, Nova Gorica, Brežice, Murska Sobota) ter mariborskega in koprskega studia.
Nagrada strokovne žirije
- Jutranje slovo Tomaža Kozlevčarja (glasba) in Dušana Bižala (besedilo) v izvedbi skupine Party
- Robot Mihe Kralja (glasba) in Dušana Bižala (besedilo) v izvedbi Mihe Kralja

Strokovno žirijo so sestavljali Jure Robežnik, Jani Golob in Lako Jakša.
Plakete mednarodne žirije za najboljšo izvedbo slovenske pesmi
- Zlata plaketa: Mike Redway za pesem Ljubimec moj
- Srebrna plaketa: Erzsébet Deák
- Bronasta plaketa: Kamelia Todorova, Rossella Caprioli

## Koncert ob 70-letnici Bojana Adamiča
| #   | Naslov skladbe                  | Izvajalec                                                       | Gost                                 |
| --- | ------------------------------- | --------------------------------------------------------------- | ------------------------------------ |
| 1.  | Potpuri melodija Bojana Adamiča | Revijski orkester RTV Ljubljana                                 | –                                    |
| 2.  | Pastirček                       | Revijski orkester RTV Ljubljana                                 | Jože Javoršek                        |
| 3.  | Moj zlati sin                   | Marjana Deržaj                                                  | Hajrudin Krvavac                     |
| 4.  | Tema iz filma »V soboto zvečer« | Revijski orkester RTV Ljubljana                                 | Miljenko Prohaska in Majda Sepe      |
| 5.  | Bela pravljica                  | Majda Sepe                                                      | Ljubiša Samardžić in Frane Milčinski |
| 6.  | Ljubljanski koncert             | Revijski orkester RTV Ljubljana (solist Aci Bertoncelj, klavir) | Milena Dravić                        |
| 7.  | Žvižga                          | Pepel in kri                                                    | Ivan Hetrich                         |
| 8.  | Pomlad                          | Elda Viler (in kvartet Silva Stingla)                           | Mira Stupica                         |
| 9.  | Valček iz filma »Jara gospoda«  | Revijski orkester RTV Ljubljana                                 | Gabi Novak in Arsen Dedić            |
| 10. | Jedna mala dama                 | Gabi Novak in Arsen Dedić                                       | –                                    |
| 11. | Partizanska eskadrilja          | Revijski orkester RTV Ljubljana                                 | –                                    |